# Phostria jansei
Phostria jansei is een vlinder uit de familie van de grasmotten (Crambidae). De wetenschappelijke naam van de soort is voor het eerst gepubliceerd in 1931 door Reginald James West.
De soort komt voor op de Filipijnen (Luzon).